# 에어 이탈리 (2018~2020년)
에어 이탈리(영어: Air Italy)는 이탈리아의 항공사로 총 28개 노선을 취항하고 있다. 본사는 이탈리아 사르데냐 주 올비아에 있으며, 2005년에 설립했다. 또한 사용하고 있는 허브 공항으로 레오나르도 다 빈치 국제공항이 있다.

## 역사
에어 이탈리아는 2005년에 설립된 항공사로 최초로 토리노 ~ 부다페스트 국제선에 취항했다. 주식은 당초 BVAM 매니지먼트(영어: BV Asset Management)와 GG 그룹(영어: Giuseppe Gentile)이 각각 40%씩 보유하고 나머지 20%를 패스 파이널(영어: Pathfinder)이 보유하고 있었지만 투자 회사가 주식의 40%를 가져와 보잉 767 3대를 도입해 아프리카와 카리브해 지역에 리조트 노선의 확충을 실시했다. 또한 2007년에 폴란드에 자회사를 설립했으며 이듬해 2010년에 메리디아나에 인수해 2013년에 메리디아나에 합병했다. 그리고 2018년 2월 19일, 모기업인 메리디아나와 합병하여 새로운 브랜드로 재창립하였다. 그러나 지속적인 자금난의 영향으로 2020년 2월 25일 운항을 중단하며 매각, 청산과정에 돌입한다고 한다.

## 운항 노선

### 코드쉐어 협정
- 에어 이탈리아는 다음과 같은 항공사와 코드쉐어 협정을 맺고 있다.[5]

| - LATAM 브라질 - S7 항공 (원월드) - 블루 에어 - 에어 몰도바 - 영국항공 (원월드) - 이베리아 항공 (원월드) - 카타르 항공 (원월드) |

## 보유 기종

### 현재 운항중인 기종
- 2019년 7월 기준으로 에어 이탈리아는 다음과 같은 기종을 보유하고 있으며 평균 기령은 15.7년이다.[6]